# 김갑중
김갑중(金甲中, 1970년 8월 15일 ~ )은 KBO 리그 전 태평양 돌핀스, 현대 유니콘스, 쌍방울 레이더스의 외야수이다. 당시 등번호는 14번(태평양-현대), 4번(쌍방울)이다.
프로야구 선수 은퇴 후 2002년 화순고 야구부의 창단 감독을 맡아서 2003년 5월 전라남도교육감기에서 팀 우승을 이끌었으며, 그해 말까지 일했다. 2004년 송원대학교 감독을 역임했다.

## 초중고 시절
- 서재응이 다녔던 화정초등학교 창단멤버로 야구를 시작했다.당시 함께 야구했던 동기가 현 KBO 명심판 이민호 심판이다. 이민호 심판과는 중고교 한양대까지 함께 선수 생활을 같이했다.
- 중학교때까지는 배번 7번을 달았으나 당시 해태의 프로야구스타 이순철선수로부터 야구쎈스가 뛰어나다는 칭찬과 튜터링을 받고 이후 이순철과 같은 배번인 14번을 고교, 대학, 프로까지 달았다. 당시 해태는 비온후에도 바로연습을 할 수 있는 진흥고의 마사토 운동장에서 자주 연습을 했다.

- 진흥고에서는 1번과 3루수를 봤다. 당시 광주에서 초중고를 같이 야구했던 동갑선수는 광주일고 이종범(1번, 유격수),광주상고(현 광주동성고) 박충식(투수) 등이 있었다.

## 대학 시절
- 한양대에서는 당시 국가대표 황일권 3루수가 있어 우익수로 전향하고 2학년부터 주전으로 뛰었다.
- 4학년 대통령배대학야구 MVP(한양대 우승, 조성민, 이상훈, 마해영, 심재학이 있던 고려대 준우승), 천마기 타점상(한양대 준우승, 타격2위(결승전 연타석 홈런등 타격1위였으나 12회까지 경성대와의 승부를 가리지못하고 다음날 재경기로 타석이 증가하여 4강이전에 탈락한 건국대 이종범이 0.615(13타석8안타)으로 타격1위가 된다), 홈런3위)을 받았다. 당시 한양대 멤버로는 1년 선배 LG포수 김동수, 정민태 태평양투수, 동기 좌완 국보급 에이스 구대성(현 호주 프로팀 감독),정기창(현 야구 미생을 위한 독립리그 신한대 감독), 손차훈(현 SK스카우트 팀장), 1년 후배 LG 꾀돌이 유격수 유지현(현 LG코치), 김현욱(현 LG 코치), 이원식(이원식은 원래타자였다. 정민태, 구대성 졸업에 더해 새내기 박찬호 마저 1학년을 끝으로 LA다저스로 가는 바람에 93년부터 한양대에서 투수로 전향하고 해태에 지명됨), 1학년 새내기로는 룸메이트였던 박찬호(현 예능인? 전 LA다저스 투수), 차명주(현 서초에서 투수폼분석, 부상방지 재활센터 운영, 전 롯데, 두산, 한화 투수)가 있었다.

## 프로 선수 시절
- 광주가 아닌 인천 연고의 태평양 돌핀스에 지명되었고 94년 플레이오프와 한국시리즈를 뛰었다. 한화와의 플레이오프에서 빨래줄 송구와 좌완 구대성으로부터 홈런을 쳤다. 이상훈과 김홍집의 피말리는 투수전으로 유명한 LG와의 94년 한국시리즈 1차전에서 이상훈에 3회중전 안타 5회 당시 좌익수 김재현이 펜스앞에서 잡아낸 홈런성 타구를 쳤다. 결과는 엘지 김선진의  연장끝내기로 엘지승리.
- 시즌이 끝나고 군입대를 했으며 복귀시점에는 정동진 감독경질, 현대의 태평양돌핀스 인수가 있었다. 태평양돌핀스가 현대유니콘스로 되면서 출장회수가 줄어들어 방출을 지속적으로 요구했으나 현대는 3년후에 방출을 해주었다. 방출과 동시에 당시 쌍방울 김성근 감독이 직접 전화걸어 쌍방울로 이적했다.
- 김성근표 오키나와 지옥훈련을 무사히 마치고 많은 연습과 좋은 몸상태를 만들어 시즌을 기다렸으나 시즌 초 인천에서의 현대와의 시합전 거포 현대 이재주의 연습타구에 얼굴을 맞는 큰부상을 당하며 시즌 아웃 판정을 받아 1999년 은퇴를 하였다.
- 1999년에는 김성근 감독의 강도높은 훈련, 선수혹사(당시 쌍방울은 재정위기에 몰려 선수 매각이 잦아 부득이 했다고 봐야할 것이다), 시합후에도 개인연습을 시키는 등의 영향인지 조원우(현 롯데 감독)등 많은 부상 선수가 발생했다. 이후 김성근 감독은 야신에서 선수혹사등 비판을 받았지만 자비를 들여 선수계약금을 내거나 훈련비를 부담하는등 야구에대한 열정은 강했다.

- 그리고 형식상 쌍방울은 그해까지만 유지되고 해체되었으나, 이는 이전 400억의 구단가치를 최소화하기 위해 법정관리중이던 쌍방울과 전혀 팀매각 협의를 하지 않은sk의 꼼수였다.
- sk는 쌍방울레이더스가 자동해체되기까지 전혀 야구에 대해 언급을 하지 않는다.쌍방울은 다음해초 자동해체되었고 해체되자마자 sk는 프로야구 발전에 이바지하겠다며 대대적인 언론 플레이를 하며 sk와이번스를 창단하였다. 쌍방울은 해체되며 70억의 위로금을 받았다. 이때 쌍방울선수들 모두는 그대로 sk가 승계했다. sk는 서울연고를 주장했으나 전주나 인천, 수원을 kbo가 제안했고 현대유니콘스가 해체되며 인천을 연고로 갖게 된 단일팀이 되었다.

## 출신학교
- 광주화정초등학교
- 광주진흥중학교
- 광주진흥고등학교
- 한양대학교

--'-♡:-:-?)--